# Xylotrechus klapperichi
Xylotrechus klapperichi är en skalbaggsart som beskrevs av J. Linsley Gressitt 1951. Xylotrechus klapperichi ingår i släktet Xylotrechus och familjen långhorningar. Inga underarter finns listade i Catalogue of Life.